# تپه شیش کو
تپه شیش کو مربوط به دوره اشکانیان است و در شهرستان خرم‌آباد، بخش پاپی، دهستان کشور، ۶۰۰ متری غرب روستای پشت پر (دارخاتون) واقع شده و این اثر در تاریخ ۲۸ اسفند ۱۳۸۵ با شمارهٔ ثبت ۱۸۶۱۲ به‌عنوان یکی از آثار ملی ایران به ثبت رسیده است.